# Tour Over Europe 1980
Tour Over Europe 1980 was de laatste concerttour van de Engelse rockband Led Zeppelin. De tour liep van 17 juni tot en met 7 juli 1980. Tien van de, in totaal veertien concerten vonden plaats in voormalig West-Duitsland. Daarnaast werden nog de steden Brussel (België), Rotterdam (Nederland), Wenen (Oostenrijk) en Zürich (Zwitserland) aangedaan.

## Achtergrond
Deze concerttour was de eerste tour die de band deed na hun twee concerten tijdens het Knebworth Festival in augustus 1979. Omdat zanger Robert Plant niet open stond voor een tour in de Verenigde Staten, besloot de manager van Led Zeppelin, Peter Grant, een korte Europese concerttour te organiseren. Hij hoopte dat Plant daardoor weer enthousiast zou raken voor een tour door de VS.
Om te repeteren voor de tour, trad de band op in het Rainbow Theater en het Victoria Theater in Londen. Na deze optredens oefende de band verder in de Shepperton Studios in Shepperton.

## De tour

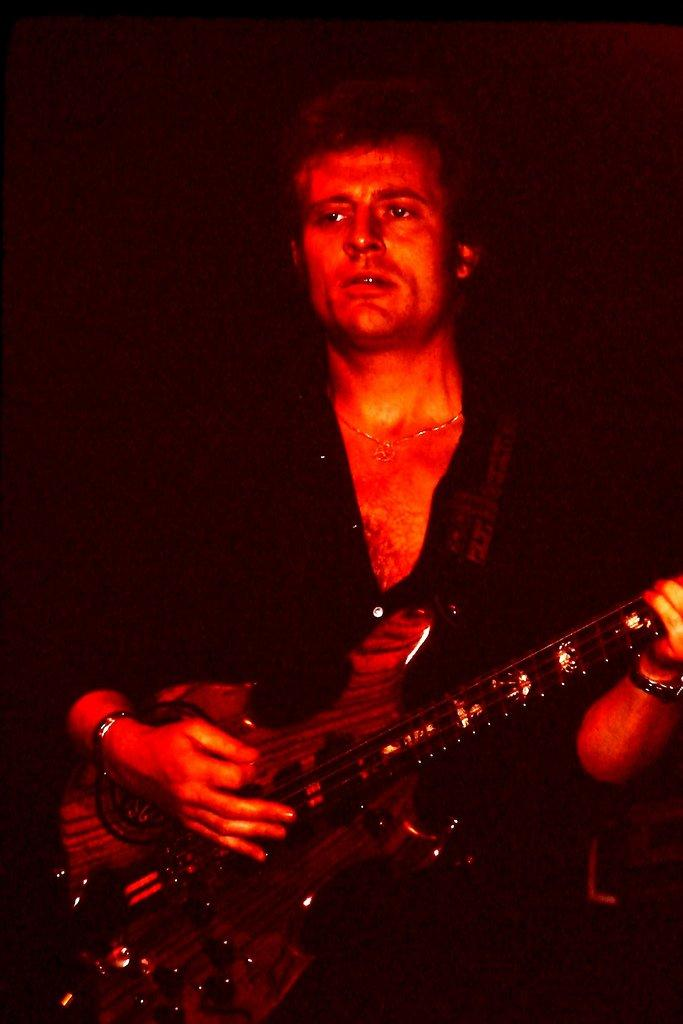
Bassist John Paul Jones tijdens de Tour Over Europe 1980.

Er werd opgetreden in de kleinere concertzalen, gebruik makend van een bescheiden PA-systeem. De setlist was korter dan gebruikelijk, waardoor langere nummers van de band, zoals "No Quarter" en "Moby Dick", kwamen te vervallen. Ook materiaal van het destijds recente album In Through the Out Door (1979), kwam weinig aan bod. Alle optredens tijdens de tour, werden geopend met "Train Kept A-Rollin’", een nummer dat sinds de zomer van 1969 geen onderdeel meer was van live optredens van Led Zeppelin. De internationale pers besteedde weinig aandacht aan de tour.
Over het algemeen hing er een goede sfeer rondom de tour. Gitarist Jimmy Page nam, voor het eerst in het 12-jarig bestaan van de band, af en toe het woord om nummers aan te kondigen. Er vonden echter ook een paar incidenten plaats op het podium. Het concert op 26 juni in Wenen werd tijdens "White Summer" onderbroken nadat Page in zijn gezicht werd getroffen door een rotje. Na de onderbreking hervatte de band het concert met het nummer "Kashmir". Het concert op 27 juni in Neurenberg kwam abrupt ten einde na het derde nummer, "Black dog". Drummer John Bonham stortte in op het podium en werd afgevoerd naar een ziekenhuis. De pers speculeerde dat het probleem van Bonham werd veroorzaakt door een teveel aan alcohol en drugs, maar de band beweerde dat hij gewoon te veel had gegeten.
Het laatste concert van Led Zeppelin in de originele samenstelling met gitarist Jimmy Page, zanger Robert Plant, drummer John Bonham en bassist John Paul Jones, vond plaats in West-Berlijn, op 7 juli 1980. Het nummer "Whole Lotta Love" was het laatste nummer dat gespeeld werd tijdens dit optreden.
Tijdens een interview in november 2000, zei John Paul Jones over de tour:

Onze moraal was heel hoog. We waren echt geestdriftig. Voor de tour waren we zo goed als leeg, muzikaal en als band. Toen realiseerden we ons wat we eigenlijk wilden. Door de opkomst van de punkmuziek werden we als het ware wakker geschud: "Oh ja, nu weet ik weer wat we eigenlijk moeten doen." Het was een kwestie van een andere versnelling kiezen en de volgende ronde in gaan... Tegen de tijd dat John (Bonham) stierf, hadden we alles op een rij en waren we klaar om er weer vol voor te gaan. En toen stierf hij tijdens de repetities voor een nieuwe Amerikaanse concerttour. 

## Recensies
De pers was zowel lovend als negatief over het Nederlandse optreden van Led Zeppelin. Toenmalig poprecensent Geert Kistemaker schreef op 23 juni 1980 in de Volkskrant dat "Led Zeppelin voor de rock verloren" was.
Geert Kistemaker:

Het concert in de Ahoy bewees dat het viertal hun bestaan volkomen overbodig heeft gemaakt. John Bonhams drumwerk, dat onvast en ongenuanceerd beukend was, had een storend karakter. Ook de gevoelloze, ongeconcentreerde gitaarpartijen van Jimmy Page toonden aan dat de groep weinig meer aan muziek maken denkt. Zanger Robert Plant toonde zich van zijn gemakzuchtigste kant. Geen enkel moment deed hij pogingen om de rammelende muziek te bedekken door een pakkende presentatie. De vier Engelsen, die in Amerika rentenieren, hebben met deze vakantietournee hun fans een kwade dienst bewezen. Ze hebben hiermee het hoofdstuk Led Zeppelin zelf definitief afgesloten. 

Popjournalist Louis Du Moulin omschreef in Het Vrije Volk het Nederlandse optreden als een "Feest der herkenning met Zepp".
Louis Du Moulin:

Bij de soepele presentatie van dit overzicht van twaalf jaar Led Zeppelin werden vele op de plaat gesuggereerde eigenschappen van de vier leden weer eens bevestigd. Zoals het zeer herkenbare drummen van John Bonham (tegenwoordig met buikje). De veelzijdigheid van multi-instrumentalist John Paul Jones op allerlei snaarinstrumenten. De aantrekkelijke ego-tripperij van Jimmy Page op gitaar, maar liefst acht gingen er in Ahoy door zijn handen! De sterke stem van Robert Plant, die op het podium door een enorme aanwezigheid nog aan krachten wint. En het harmonisch evenwicht tussen beide laatstgenoemden, het leidersduo. Alles bij elkaar goed voor een avondje uitstekend keihard. 

## Opnames

### Bootlegs
Alle optredens van de 1980 tour zijn in de periode 1996-1997 uitgegeven door het Canadese bootleg platenlabel Tarantura op een 26-delige cd-boxset, en als aparte uitgaven. De meeste opnames zijn compleet en opgenomen via het geluidssysteem van de band zelf. De opname van het concert in Rotterdam op 21 juni, mist de eerste vier nummers. De concerten in Wenen en München zijn opgenomen vanuit het publiek.

### Video
Op de officiële Led Zeppelin website zijn 8mm-filmbeelden te zien van de concerten in Rotterdam, Zürich en München.

## Tour setlist
1. Train Kept A-Rollin’ - (Bradshaw, Kay, Mann)
2. Nobody's Fault But Mine - (Page, Plant)
3. Out on the Tiles (intro) - (Page, Plant, Bonham) / Black dog - (Page, Plant, Jones)
4. In the Evening - (Page, Plant, Jones)
5. The Rain Song - (Page, Plant)
6. Hot Dog - (Page, Plant)
7. All My Love - (Plant, Jones)
8. Trampled Underfoot - (Page, Plant, Jones)
9. Since I've Been Loving You - (Page, Plant, Jones)
10. Achilles Last Stand - (Page, Plant) (niet uitgevoerd op 26 juni en 7 juli)
11. White Summer/Black Mountain Side - (Page)
12. Kashmir - (Page, Plant, Bonham)
13. Stairway to Heaven - (Page, Plant)

Toegiften:
- Rock and Roll - (Page, Plant, Jones, Bonham)
- Whole Lotta Love - (Dixon, Page, Plant, Jones, Bonham)
  - Uitgevoerd op 17, 20, 26 en 30 juni; op 2 en 5 juli (met Simon Kirke op tweede drumstel) en op 7 juli
- Heartbreaker - (Page, Plant, Jones, Bonham)
  - Uitgevoerd op 17, 21 en 29 juni
- Communication Breakdown - (Page, Jones, Bonham)
  - Uitgevoerd op 18, 23 en 24 juni en op 3 juli
- Money (That's What I Want) - (Gordy, Bradford)
  - Uitgevoerd op 30 juni (met Philip Carson op basgitaar)

## Tour datums
| Datum            | Stad         | Land           | Locatie                          |
| ---------------- | ------------ | -------------- | -------------------------------- |
| 17 juni 1980     | Dortmund     | West-Duitsland | Westfalenhalle                   |
| 18 juni 1980     | Keulen       | West-Duitsland | Sporthalle                       |
| 20 juni 1980     | Brussel      | België         | Vorst Nationaal                  |
| 21 juni 1980     | Rotterdam    | Nederland      | Rotterdam Ahoy                   |
| 23 juni 1980     | Bremen       | West-Duitsland | Stadthalle                       |
| 24 juni 1980     | Hannover     | West-Duitsland | Messehalle                       |
| 26 juni 1980     | Wenen        | Oostenrijk     | Wiener Stadthalle                |
| 27 juni 1980     | Neurenberg   | West-Duitsland | Messezentrum Halle               |
| 29 juni 1980     | Zürich       | Zwitserland    | Hallenstadion                    |
| 30 juni 1980     | Frankfurt    | West-Duitsland | Festhalle Frankfurt              |
| 2 en 3 juli 1980 | Mannheim     | West-Duitsland | Eisstadion am Friedrichspark     |
| 5 juli 1980      | München      | West-Duitsland | Olympiahalle                     |
| 7 juli 1980      | West-Berlijn | West-Duitsland | Eissporthalle an der Jafféstraße |